# Église Sainte-Marie-Madeleine de Marioupol (nouvelle)
L'église Sainte-Marie-Madeleine (russe : церковь Марии Магдалины ; ukrainien : церква Марії Магдалини) est un ancien édifice religieux orthodoxe de style russo-byzantin située au cœur de la ville de Marioupol en Ukraine. 

## Histoire
Édifiée entre 1888 et 1897, elle remplace l'église du même nom, construite entre 1778 et 1791 et détruite à la fin du XIXe siècle,,,,.
L'église est détruite en 1934 sur ordre des autorités soviétiques dans le cadre des mesures de la politique antireligieuse. L'espace vide est alors transformé en place ornée d'une fontaine. Sur son emplacement s'élève le théâtre d'art dramatique, inauguré en 1960 et lui-même détruit en 2022 lors d'un bombardement.
Lors de fouilles archéologiques en 2018, des vestiges des fondations de l'église sont mis au jour. Ils sont visibles sous un dôme de protection vitré. À proximité, un autre édicule vitré abrite une maquette de l'ancienne église.

## En images

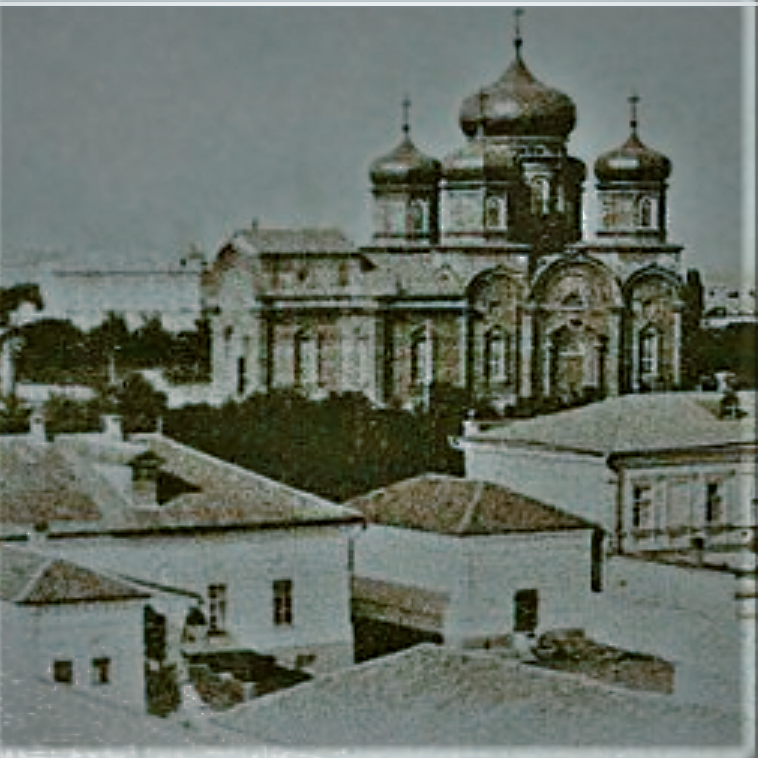
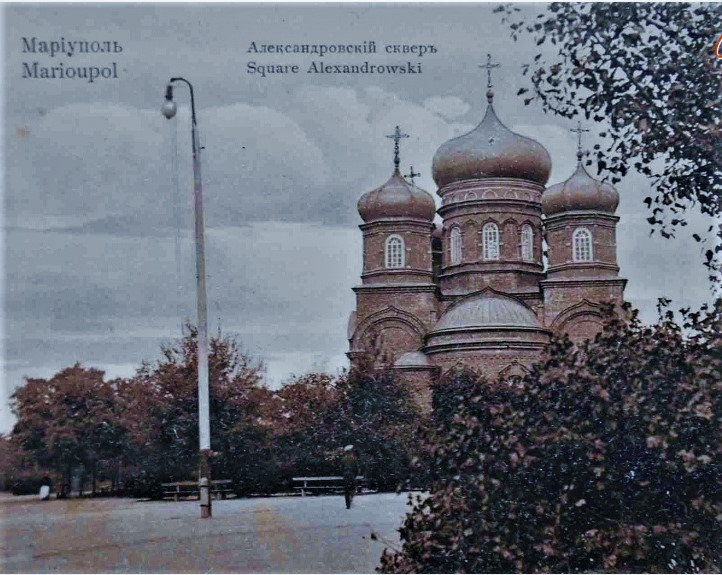
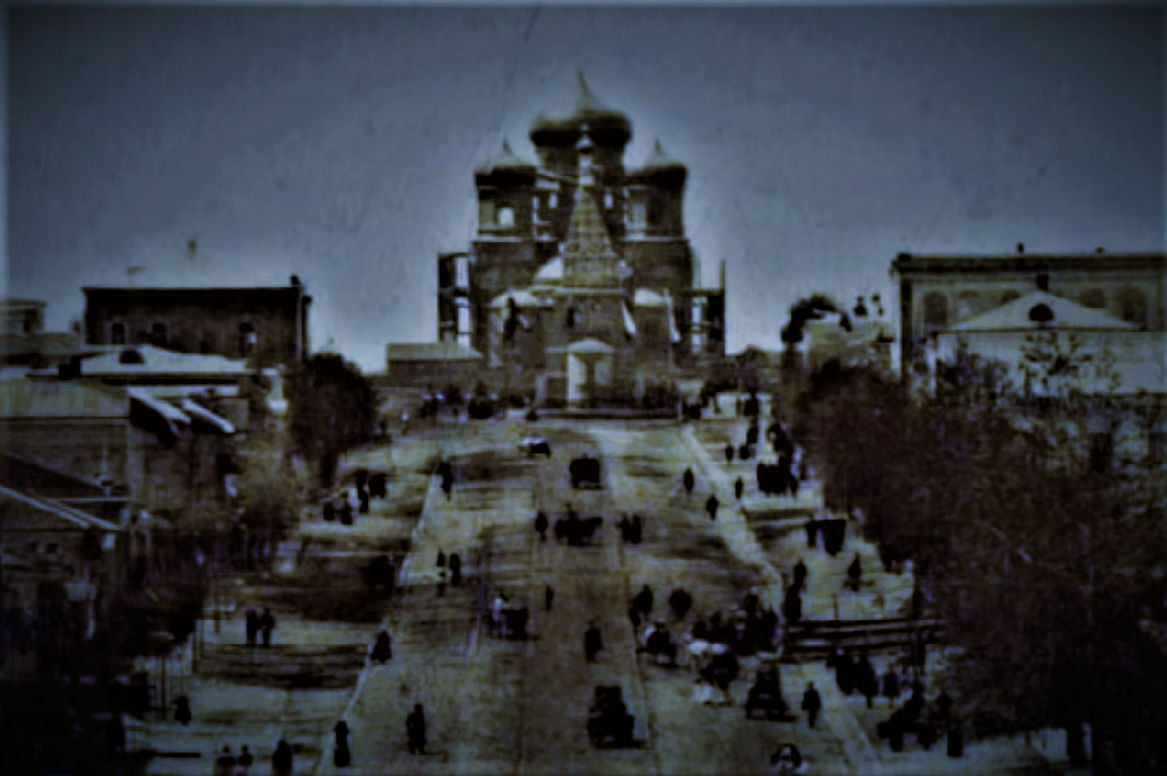